# سیریاک گارل
سیریاک گارل (انگلیسی: Cyriack Garel؛ زادهٔ ۱۳ ژوئیهٔ ۱۹۹۶) بازیکن فوتبال اهل فرانسه است.
از باشگاه‌هایی که در آن بازی کرده‌است می‌توان به باشگاه فوتبال استاد رنس اشاره کرد.